# Кашилово
Кашилово — деревня в Волоколамском районе Московской области России в составе сельского поселения Осташёвское. Население — 13 чел. (2010).

## География
Деревня Кашилово расположена на западе Московской области, в юго-западной части Волоколамского района, на правом берегу реки Рузы, примерно в 19 км к юго-западу от города Волоколамска. Связана автобусным сообщением с районным центром и селом Карачарово. Ближайшие населённые пункты — деревни Терехово и Малое Сытьково.

## Население
| 1852 | 1859 | 1926 | 2002 | 2006 | 2010 |
| ---- | ---- | ---- | ---- | ---- | ---- |
| 259  | ↘243 | ↘203 | ↘15  | ↘8   | ↗13  |

## История
В «Списке населённых мест» 1862 года Кошилово — владельческая деревня 2-го стана Можайского уезда Московской губернии по правую сторону Волоколамского тракта из города Можайска, в 42 верстах от уездного города, при реке Рузе, с 33 дворами и 243 жителями (105 мужчин, 138 женщин).
По данным 1890 года входила в состав Осташёвской волости Можайского уезда, число душ мужского пола составляло 105 человек.
В 1913 году — 39 дворов.
1917—1929 гг. — деревня Осташёвской волости Волоколамского уезда.
По материалам Всесоюзной переписи 1926 года — центр Кашиловского сельсовета Осташёвской волости Волоколамского уезда, проживало 203 жителя (73 мужчины, 130 женщин), насчитывалось 48 хозяйств, среди которых 47 крестьянских, имелась школа.
С 1929 года — населённый пункт в составе Волоколамского района Московского округа Московской области. Постановлением ЦИК и СНК от 23 июля 1930 года округа как административно-территориальные единицы были ликвидированы.
1929—1939 гг. — деревня Тереховского сельсовета Волоколамского района.
1939—1957 гг. — деревня Тереховского сельсовета Осташёвского района.
1957—1963 гг. — деревня Тереховского сельсовета Волоколамского района.
1963—1965 гг. — деревня Тереховского сельсовета Волоколамского укрупнённого сельского района.
1965—1973 гг. — деревня Тереховского сельсовета Волоколамского района.
1973—1994 гг. — деревня Осташёвского сельсовета Волоколамского района.
В 1994 году Московской областной думой было утверждено положение о местном самоуправлении в Московской области, сельские советы как административно-территориальные единицы были преобразованы в сельские округа.
1994—2006 гг. — деревня Осташёвского сельского округа Волоколамского района.
С 2006 года — деревня сельского поселения Осташёвское Волоколамского муниципального района Московской области.